# Tanjung Longat
Tanjung Longat is een bestuurslaag in het regentschap Padang Lawas Utara van de provincie Noord-Sumatra, Indonesië. Tanjung Longat telt 428 inwoners (volkstelling 2010).